# Nelayan
Nelayan ist eine kleine Siedlung am Rand des osttimoresischen Dorfes Metinaro im Verwaltungsamt Metinaro (Gemeinde Dili).

## Geographie
Nelayan liegt im Osten des Ortes Metinaro in der Aldeia Saham des Sucos Wenunuc, nördlich der Überlandstraße von der Landeshauptstadt Dili nach Manatuto, nahe der Küste. Die Küste ist zum Teil mit Mangrovenwäldern bewachsen. Südlich liegen Metinaros Ortsteile Duyung und Priramatan.